# Plattform (Roman)
Plattform ist ein 2001 erschienener Roman des französischen Schriftstellers Michel Houellebecq. Wie in den vorherigen Romanen Houellebecqs ist das Thema in Plattform die verzweifelte Suche eines frustrierten Protagonisten nach Glück und sexueller Erfüllung – hier vor dem Hintergrund des Sextourismus. Houellebecqs dritter Roman wurde wiederum kontrovers rezipiert, die Literaturkritik bewertete ihn teils als „prophetisch“, teils als „sexistisch und religionsfeindlich“.

## Handlung
Das Buch ist in drei Teile mit jeweils mehreren Kapiteln gegliedert:

### Erster Teil: Tropic Thai
Der 40-jährige Michel arbeitet als Beamter im Pariser Kulturministerium. Tatsächlich haben Kultur und Kunst keine Bedeutung für sein Leben. Seine Freizeit verbringt er damit, Unterhaltungssendungen im Fernsehen und Peepshows anzuschauen bzw. die Dienste von Prostituierten in Anspruch zu nehmen.
Als sein ungeliebter Vater bei einem Streit von einem Muslim erschlagen wird, weil er mit dessen Schwester, die seine Haushälterin war, ein Verhältnis hatte, gibt sich Michel nur für einen Moment dem Gedanken der Blutrache hin. Er erbt eine nicht unbeträchtliche Summe sowie Haus und Auto seines Vaters und fliegt mit einer Reisegruppe nach Thailand, um sich – dem Rat seiner Kollegin Marie-Jeanne folgend – bei einer Rundreise zu erholen. Dort verkehrt er ebenfalls mit Prostituierten – und berichtet seinen Mitreisenden in erstaunlicher Offenheit davon. Zwar beginnt er auch, sich für die 27-jährige Französin Valérie zu interessieren, kann jedoch keine Kontakte mit ihr oder seinen anderen Mitreisenden knüpfen, da er sich von seinen Mitmenschen schon stark entfremdet hat und unter Bindungsängsten leidet. Der Gedanke an eine Heirat bereitet ihm größere Bauchschmerzen als der an eine Beerdigung.

### Zweiter Teil: Wettbewerbsvorteil
Als sich Michel und Valérie gleich nach ihrer Rückkehr in Paris dennoch wieder treffen, schlafen sie miteinander – und tun dies in den folgenden Monaten sehr häufig und intensiv. Vor allem die – mitunter deutlich geschilderte – körperliche Leidenschaft verbindet die beiden zunächst. Schnell verlieben sie sich ineinander und ziehen zusammen. Valérie – so erfährt Michel erst in Paris – ist eine erfolgreiche Touristikmanagerin. Zusammen mit ihrem Chef Jean-Yves soll sie die defizitäre Kette der Eldorador Urlaubsresorts wieder zum Erfolg führen.
Zur Probe besuchen Michel, Valérie und Jean-Yves einen der Urlaubsclubs auf Kuba. Michel und Valérie leben sich sexuell sowohl bei einer ménage à trois mit einem Zimmermädchen, als auch mit einem anderen Pärchen aus. Jean-Yves vergnügt sich mit einer Prostituierten. Nach Michels kritischer Analyse der modernen zivilisierten Gesellschaft, der es an nichts fehlt und die trotzdem oder eben darum keine sexuelle Befriedigung findet, unterbreitet er Jean-Yves einen Vorschlag: Man müsste einen aus dem Katalog buchbaren Sex-Club-Urlaub anbieten, indem man den Prostituierten und Strichern der Umgebung freien Zugang zum Clubgelände gewährt.
Zusammen mit Valérie macht sich Jean-Yves an die Realisierung der Idee und kann den deutschen Touristikkonzern TUI von dem neuen Club-Konzept Eldorador Aphrodite überzeugen. Sogar die hoch gesteckten Erwartungen, die Jean-Yves und Valérie haben, werden von der tatsächlichen Nachfrage nach ihrem Sex-Club-Urlaub noch überboten.
Die Drei reisen zur Eröffnung eines neuen Resorts ins thailändische Krabi. Valérie und Michel beschließen, für immer in Krabi zu bleiben, indem Valérie die Leitung des Clubs übernehmen soll. Michel, der noch vor einem Jahr zu lebenslanger Frustration und Depression verdammt schien, glaubt endlich glücklich zu sein.
Doch durch einen islamistischen Terroranschlag auf die „sündige“ Ferienanlage wird das Paar jäh aus seinen Träumen gerissen. Unter den 117 Todesopfern ist auch Valérie, Michel hingegen überlebt das Attentat körperlich völlig unverletzt.

### Dritter Teil:  Pattaya Beach
Psychisch verkraftet Michel Valéries Verlust nicht. Nach vier Monaten in Krankenhäusern und psychiatrischen Anstalten wird er entlassen. Michel reist zurück nach Thailand und lässt sich in Pattaya, der Hauptstadt des Sextourismus in Asien, nieder. Das Glück mit Valérie bleibt für ihn eine Ausnahmeerscheinung, für die er keine Erklärung findet. Was nütze es ihm, den Rest (des Lebens) verstanden zu haben, wenn er die Liebe nicht verstanden habe: „Et si je n'ai pas compris l'amour, à quoi me sert d'avoir compris le reste ?“.
Ohne jeden Rest von Lebenswillen schreibt er seine Geschichte nieder – und wartet auf den Tod.

## Einordnung
Houellebecq knüpft in Plattform an die in Ausweitung der Kampfzone und Elementarteilchen entwickelte provokante These vom Sex als Ware in der postmodernen Gesellschaft an. Während die Lösung für die unerträgliche Konkurrenzsituation auf dem sexuellen Markt in Elementarteilchen die Abschaffung der Sexualität durch eine eugenische Reproduktionsmedizin ist, wird in Plattform ein organisierter Sextourismus entworfen, der die sexuelle Erfüllung des Einzelnen von der für Houellebecqs Figuren meist deprimierenden Abhängigkeit von Aussehen und Charakter frei macht.
Wie in Houellebecqs beiden vorherigen Romanen äußert der Protagonist in Plattform oft streitbare Ansichten zu gesellschaftlich aktuellen Themen und Konflikten, hinter der ungehobelten Provokation ist jedoch auch dieser Roman durchsetzt mit intertextuellen Anspielungen und Verweisen auf Soziologie, Philosophie und Literaturgeschichte. Noch mehr als zuvor ergeht sich Houellebecq in Plattform in der ausgiebigen und realistischen bis naturalistischen Beschreibung sexueller Handlungen, die meist weniger zärtlichen als pornografischen Charakter haben.
Jens Jessen schreibt der provokanten Thematik eine programmatische Qualität zu: „Ästhetisch ist der Roman eher ungelenk. Das Ausgeklügelte, auch wirklich Intelligente zielt vielmehr auf eine Wirkung außerhalb des Romans. Das wahre Kunstwerk, darin einer Performance verwandt, besteht in der öffentlichen Rezeption. Die Bücher sind nur das fast achtlos gehandhabte Medium, mit dessen Hilfe der Autor als Person auftritt.“

## Theater
Eine Bühnenfassung des Romans hatte 2019 am Schauspielhaus Bochum 2019 unter Regie von Johan Simons Premiere. Sie wurde teils als Doppelaufführung mit einer Bühnenversion von Unterwerfung gespielt.

### Ausgaben
- Plateforme, Paris: Flammarion, 2001, ISBN 2-08-068237-7
- Plattform, aus dem Französischen von Uli Wittmann, Köln: Dumont, 2002, ISBN 3-8321-5630-5

### Sekundärliteratur
- Julie Delorme: „Du guide touristique au roman. Plateforme de Michel Houellebecq“, in: Murielle Lucie Clément (Hrsg.): Michel Houellebecq sous la loupe, Amsterdam: Rodopi, 2007, ISBN 978-90-420-2302-4, S. 287–300.
- Maude Granger Remy: „Le tourisme est un posthumanisme. Autour de Plateforme“, in: Murielle Lucie Clément (Hrsg.): Michel Houellebecq sous la loupe, Amsterdam: Rodopi, 2007, S. 277–286.
- John McCann: „La Lutte des discours : Plateforme de Michel Houellebecq“, in: Murielle Lucie Clément (Hrsg.): Michel Houellebecq sous la loupe, Amsterdam: Rodopi, 2007, 367–378.
- Jörn Steigerwald: "Histoires d'outre-tombe: Plateforme de Michel Houellebecq", in: Jörn Steigerwald / Agnieszka Komorowska (Hrsg.): Michel Houellebecq: Questions du réalisme d'aujourd'hui. Lendemains 142/143 (2011), 50–69.